# Трохимчук Максим Олександрович
Макси́м Олекса́ндрович Трохимчу́к — матрос Збройних Сил України.

## Життєпис
Проходив військову службу матросом у складі підрозділу ВМС ЗС України.
Загинув 9 березня 2022 року в боях з агресором у м. Маріуполі в ході відбиття російського вторгнення в Україну.

## Нагороди
- Орден «За мужність» III ступеня (2022, посмертно) — за особисту мужність і самовіддані дії, виявлені у захисті державного суверенітету та територіальної цілісності України, вірність військовій присязі.